# Gratteri
Gratteri ist eine Stadt der Metropolitanstadt Palermo in der Region Sizilien in Italien mit 848 Einwohnern (Stand 31. Dezember 2023).

## Lage und Daten

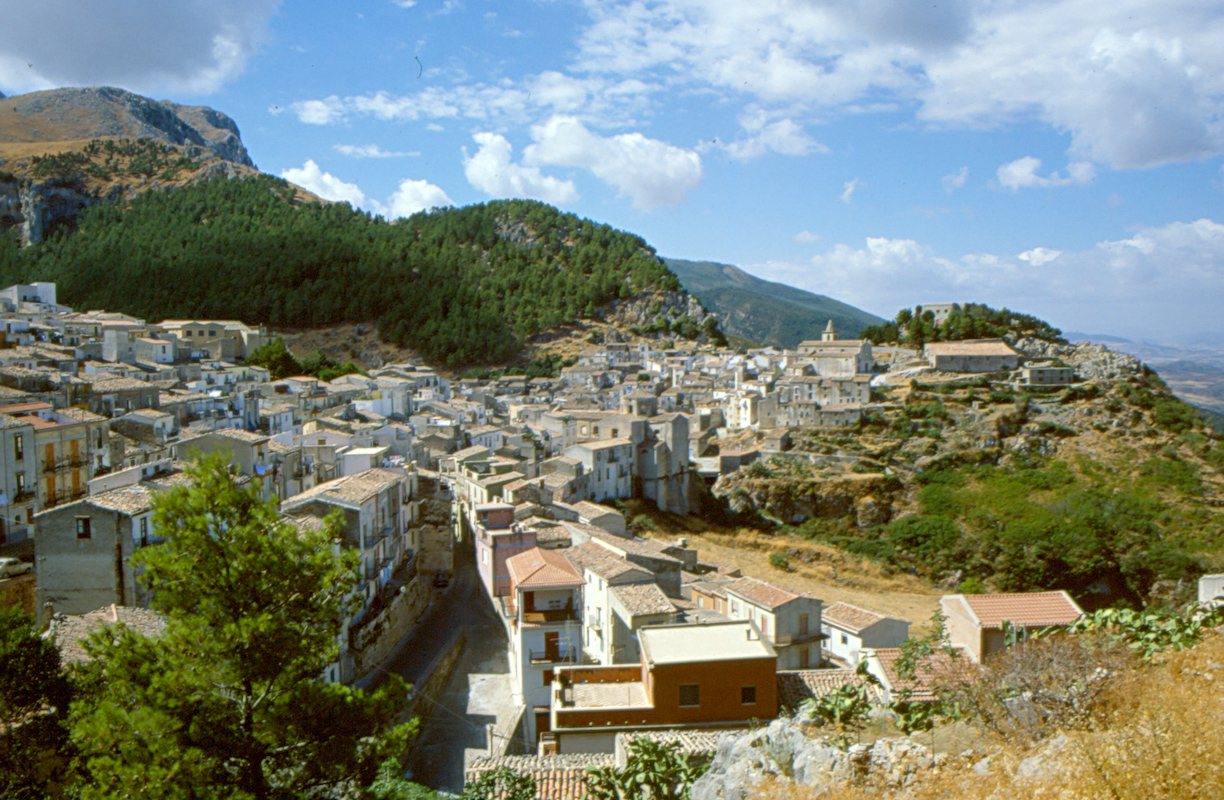
Blick auf Gratteri

Gratteri liegt 43 km südlich von Palermo in den Monti Madonie.
Die Einwohner arbeiten hauptsächlich in der Landwirtschaft.
Die Nachbargemeinden sind Cefalù, Collesano, Isnello und Lascari.

## Geschichte
Das Gründungsjahr des Ortes ist unbekannt, zu arabischer Zeit war der Ort schon bekannt.

## Sehenswürdigkeiten
- Kirche San Michele Arcangelo, im Jahr 1900 erbaut
- Kirche Crocifisso aus dem 15. Jahrhundert